# Нови приказки за бате Дечко и Марийчето
„Нови приказки за Бате Дечко и Марийчето“ е български 6-сериен телевизионен игрален филм от 1968 година по сценарий и режисура на Мария Василева. Оператор е Стойко Апостолов. Музиката във филма е на композитора Петър Ступел. Художник е Димитър Несторов.
Втори филм от тв сериала „Бате Дечко и Марийчето“ .

## Серии
- 1. серия – „Зелмустаци и други работи“ – 13 минути
- 2. серия – „Небивалица“ – 12 минути
- 3. серия – „Мамините ръкавички“ – 12 минути
- 4. серия – „Отвличането на Бате Дечко“ – 14 минути
- 5. серия – „Сънят на Марийчето“ – 13 минути
- 6. серия – „Урок по музика“ – 13 минути [2].

## Актьорски състав
| Роля       | Изпълнител       |
| ---------- | ---------------- |
| бате Дечко | Никола Анастасов |
| Марийчето  | Мария Николаева  |
| феята      | Татяна Лолова    |
| майката    | Нели Динева      |
| бащата     | Илия Божилов     |
|            | Мария Василева   |
|            | Кина Мутафова    |